# مارسل گلاون
مارسل گلاون (انگلیسی: Marcel Glăvan؛ زادهٔ ۹ مارس ۱۹۷۵) قایقران کانو اهل رومانی است.